# Kirche Kirchlindach

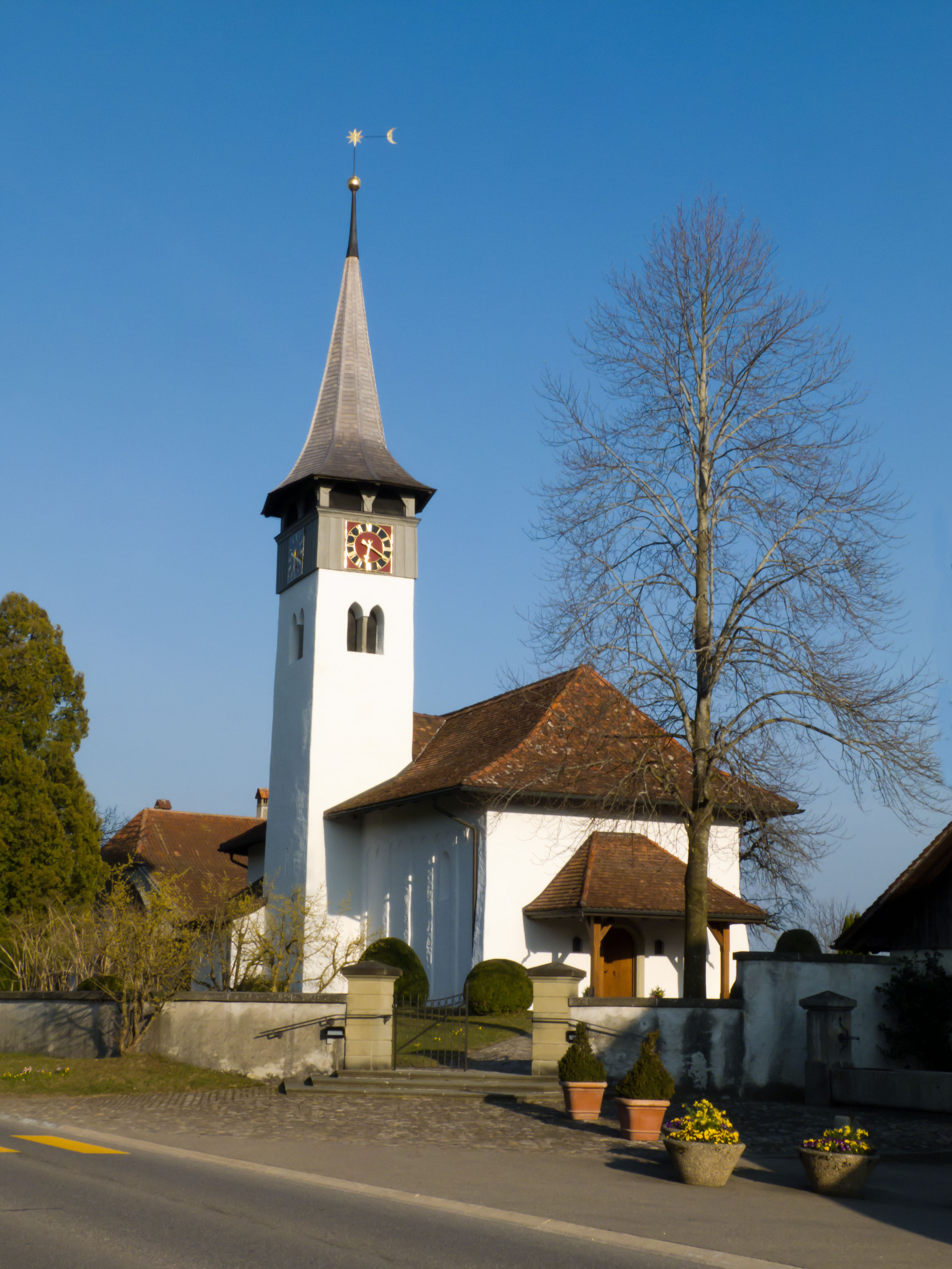
Kirche Kirchlindach von Nordwesten

Die Kirche Kirchlindach ist die reformierte Dorfkirche der Gemeinde Kirchlindach bei Bern. Sie wurde um 1200 auf Fundamenten älterer Bauten aus dem 8. bis 10. Jahrhundert erbaut und später mehrmals umgebaut. Sie war dem Heiligen Georg geweiht. Mit ihren mittelalterlichen Wandmalereien gehört sie zu den bedeutendsten Landkirchen im Kanton Bern.

## Bau
Die Kirche ist in ihrem heutigen Zustand vergleichbar mit vielen bernischen Landkirchen. An das mit einem Walmdach versehene Kirchenschiff ist der Polygonalchor ostseitig angebaut. Den Eingang an der Westfront überdeckt eine Vorhalle mit Pultwalmdach. Der Turm ist an der Nordfassade am Chorbogen anschliessend, zur Hälfte innen- und ausserhalb angebaut. Sein Holzschindeldach wurde nach einer Renovation des Dachstuhls 2013 wiederhergestellt. Gegenüberliegend ist die Südwand von einer weiteren Pforte durchbrochen. Der heutige Bau besteht zu grossen Teilen aus spätromanischer Zeit. Als ältestes Merkmal ist das mit senkrechten Lisenen unterbrochene Blendbogenfries an der nördlichen Aussenwand des Kirchenschiffs zu sehen. Die Kirche steht leicht erhöht, ringsum von einer Mauer umschlossen, an der Lindachstrasse von Kirchlindach. Östlich befindet sich das ebenfalls denkmalgeschützte Pfarrhaus und westlich das mächtige Pfrundhaus, in dem die Kirchgemeindesäle untergebracht sind.

## Baugeschichte
Bei den archäologischen Ausgrabungen von 1978/79 wurden im Bereich des Kirchenschiffs Fundamente einer Holzkirche aus dem 8. und frühen 9. Jahrhundert gefunden. Eine erste gemauerte Kirche mit den Innenmassen des  Schiffs ist um 100 Jahre später nachgewiesen. Der dritte Bau aus der zweiten Hälfte des 12. Jahrhunderts wies als spätromanische Saalkirche eine eingezogene Apsis auf. Die Nordwand dieses Baus ist bis heute erhalten. Vom im 13. Jahrhundert gebauten Turm ist die Westwand im jetzigen Turm integriert. Wesentliche Veränderungen brachte der Umbau in der zweiten Hälfte des 14. Jahrhunderts. Der durch einen Chorbogen abgetrennte Polygonalchor und eine Sakristei entstand. Ende des 15. Jahrhunderts wurde nach einem Brand der Turm vergrössert wieder aufgebaut und mit den spitzbogigen Doppelfenstern vierseitig, unterhalb des vermutlichen Giebeldachs versehen. In späterer Zeit würde das Käsbissendach durch den hölzernen Glockengaden und einen Spitzhelm ersetzt. Im Innern gab es dazu den Rundbogendurchgang und das auffällige Läuterfenster. Die bernische Reformation von 1528 bewirkte vorläufig lediglich ein Ausräumen im Innern mit der Umsetzung des Taufsteins in den Chorraum. Die Renovation von 1671/1672 brachte ein neues Dach für den Chor, sowie das Chorgestühl und die Kanzel. Der neue Taufstein stammt von Abraham Dünz. 1766 hatte Niklaus Sprüngli die Aufgabe, die spätgotische Anlage in einen barocken Predigtsaal umzubauen. Er entfernte den Chorbogen, liess die südliche und westliche Mauer des Schiffs mit Rundbogenfenstern und Rundbogentüre neu aufbauen und mit der Nordwand auf die Höhe des Chors aufmauern. Eine muldenförmige Gipsdecke wurde eingezogen und eine Empore an der West und Nordwand aufgestellt. Mit den nun in Längsrichtung im Schiff aufgestellten Kirchenbänken war so ein heller Raum entstanden, ganz den Erfordernissen des reformierten Predigtgottesdienstes entsprechend.
Bei allen späteren Renovationen und Umbauten wurden die mittelalterlichen Wandmalereien übertüncht und nicht mehr berücksichtigt. Erst bei der Innenrenovation von 1907/08 durch Architekt Karl Indermühle wurden sie wiederentdeckt und teilweise freigelegt. Indermühle liess die Chorempore abbrechen und versetzte die Orgel auf die Westempore. Das Mittelfenster im Chor erhielt ein von Ernst Linck entworfenes und von dem Glasmaler, Glasrestaurator und Heraldiker Hans Drenckhahn ausgeführtes Christusbild, das bei der letzten Totalrenovation ausgebaut und eingelagert wurde. Über dem Westportal wurde eine Vorhalle gebaut.
Bei der Restaurierung in den Jahren 1978/1979 wurden bei den Ausgrabungen im Kirchenboden die Fundamente der ersten Kirchenbauten sowie der folgenden Um- und Ausbauten erforscht und dokumentiert. Im gleichen Zug hat man die überdeckten Malereien freigelegt und soweit möglich konserviert. Die Empore wurde zu Gunsten des Bilderreichtums zurückversetzt und der beim Sprüngli-Umbau 1766 entfernte Chorbogen anhand gefundener Mauerteile rekonstruiert. Die Decke im Chor ist nun wieder aus Holz und höher angesetzt, ebenfalls um die Malerei zu zeigen. Die Kanzel fand ihren neuen Platz am Chorbogen auf der Turmseite und unter dem neuen Tonplattenboden wurde eine Bodenheizung installiert. Das Mittelfenster im Chor ist dem wiederentdeckten Nordfenster nachgebaut und mit schlichten Scheiben im gotischen Stil versehen Die südlichen Fenster im Schiff sind in der barocken Form geblieben. Jetzt präsentiert sich die Kirche, wie sie wohl Ende des 15. Jahrhunderts ausgesehen hat.

## Ausstattung

### Wandmalereien
Wie in den Kirchen von  Erlenbach, Kleinhöchstetten, Rüti bei Büren und Belp waren auch in Kirchlindach die Wände mit biblischen Szenen bemalt. Die Fresken waren über die Jahrhunderte mehrfach übermalt worden und sind seit den Renovationen von 1907 und 1978 freigelegt. Heute sind Bilder aus den verschiedenen Zeitepochen sichtbar. An der Nordwand ist das Leben Jesu dargestellt: Die Kindheit mit der Anbetung der Könige, dem Kindermord von Bethlehem, der Flucht nach Ägypten und der Darbringung im Tempel in der unteren Reihe. Darüber, in der oberen Reihe, die ersten Bilder der Passion: Das Abendmahl, Jesus betet im Garten Gethsemane und Gefangennahme. An der Turmwand sind die Szenen der Passion Christi von oben nach unten abgebildet: Geisselung, Dornenkrönung und Kreuztragung. Darunter die Kreuzigung, Kreuzabnahme, Grablegung und Christus in der Vorhölle. In der untersten Reihe dann die Auferstehung, die Begegnung des Auferstandenen mit Magdalena und, nur noch in Fragmenten, die Himmelfahrt Christi und Pfingsten.
Die Bilder im Chor zeigen unten die Reihe der Konsekrationskreuze, vermutlich zur Einweihung des Choranbaus Ende des 14. Jahrhunderts gemalt. Ein grossflächiges Jüngstes Gericht entstand kurze Zeit später, eine Reihe abgebildeter Sarkophage, mit den vom Tod Erweckten und den Posaunenengeln, zieht sich als Band über die Wandmitte. Darüber sind die später entstandenen und teilweise übermalten Apostelfiguren. Über der Sakristeitüre ist der Heilige Eligius als Schmied abgebildet. Der Heilige Eligius wurde wegen der auffälligen Platzierung irrtümlich als Patron der Kirche angenommen, jedoch widerlegt durch Hermann Specker und Hans Ulrich Bütikofer. Das Bild vom Heiligen Georg, dem eigentlichen Patron der Kirche, mit dem Drachen und der Königstochter, befand sich darüber, nur noch die Prinzessin ist erhalten geblieben. Das Martyrium des Heiligen Sebastian hat man auf das zugemauerte Fenster gemalt. Die Bilder sind durch Bordüren mit Palmetten und Ranken, sowie Sternen abgetrennt. Die stehenden Apostel der oberen Malschicht stehen unter Masswerkarkaden.

### Orgeln
Die erste Orgel nach der Reformation von Christen Wyss wurde 1804 auf der von Samuel Hofer im Chor erbauten Empore aufgestellt. Sie wurde bei der Kirchenrenovation von 1890/1894 durch eine Orgel von zehn Registern der Firma Goll in Luzern ersetzt. Das heutige Instrument baute 1969 mit 17 Registern die Firma Orgelbau F. und K. Wälti, Gümligen. Bei der Revision 1995 wurde ein zusätzliches Register (Prinzipal 8′) eingebaut.

### Glocken und Turmuhr
Eine Glocke aus vorreformatorischer Zeit und eine 1629 von David Zender in Bern gegossene Glocke wurden 1880 eingeschmolzen und drei neue, mit der Stimmung: as, c2, es², durch die Firma H. Rüetschi AG, Aarau geliefert.
Die Firma J. G. Baer von Sumiswald baute 1935/1936 eine neue Turmuhr. Ihre vier Zifferblättern an der Brüstung des Glockengadens sind weithin sichtbar.